# Botánica sistemática
La botánica sistemática es la ciencia que se ocupa de establecer relaciones de parentesco entre las plantas a partir de sus caracteres (por ejemplo morfología, anatomía, fisiología, estructura del ADN, etc.). La disciplina abarca la taxonomía (que ordena a las plantas en un sistema de clasificación de los organismos vegetales), la clasificación filogenética y la evolución de los organismos vegetales.
La sistemática moderna no solo se basa en la morfología externa del vegetal, también considera la constitución anatómica, sus caracteres genéticos, su ecología, su distribución geográfica, sus antepasados... para intentar formar un sistema acorde con las afinidades verdaderas de las plantas, es decir, el grado de parentesco que existe entre los diversos grupos de plantas.
Las tendencias sistemáticas actuales integran la fitopaleontología con el fin de agrupar las plantas según sus verdaderas afinidades.
En la actualidad los botánicos sistemáticos se dividen en dos tendencias principales, por una parte están los que siguen empleando los métodos tradicionales de clasificación biológica, mientras que por otra parte están los métodos cladistas.